# Alloeochaete andongensis
Alloeochaete andongensis là một loài thực vật có hoa trong họ Hòa thảo. Loài này được (Rendle) C.E.Hubb. mô tả khoa học đầu tiên năm 1940.